# Località dell'Isola di Man
Le località dell'Isola di Man (in corsivo il nome in mannese).

## Città
- Castletown Balley Cashtal
- Douglas (capitale) Doolish
- Peel Purt ny hInshey
- Ramsey Rhumsaa

## Distretti
- Onchan Kione Droghad
- Michael Mael

## Villaggi
- Laxey Laksaa
- Port Saint Mary Purt le Moirrey
- Port Erin Purt Chiarn

Altre località senza statuto particolare:
- Andreas Andreas
- Baldrine Balley Drine
- Ballabeg Balley Beg
- Ballasalla Balley Salley
- Ballaugh Balley ny Loughey
- Bride Bride
- Crosby Crosbee
- Foxdale Forsdal
- Glen Maye Glion Maye
- Jurby Jourbee
- Marown
- Niarbyl
- Saint John's Balley Keill Eoin
- Sulby
- Union Mills  Myllin Doo Aah

## Sheading
- Ayre Ayre
- Garff Garff
- Glenfaba Glion Faba
- Michael Mael
- Middle Medall
- Rushen Roisen

## Parrocchie
- Ayre - Andreas, Bride, Lezayre
- Garff - Lonan, Maughold, Onchan
- Glenfaba - German, Patrick
- Michael - Ballaugh, Jurby, Michael
- Middle - Braddan, Marown, Santon
- Rushen - Arbory, Rushen, Malew

## Isole
- Île de Man Mannin
- Calf of Man Yn Cholloo
- Saint-Patrick Ellan Noo Pherick
- Fort Island Ellan Noo Mael

## Montagna
- Snaefell Sniall

## Paesi limitrofi
- Repubblica d'Irlanda Nerin
- Regno Unito di Gran Bretagna e Irlanda del Nord Yn Reeriaght Unnaneyssit dy Yn Vretyn Vooar as Nerin Hwoaie